# Olympische Sommerspiele 1952/Teilnehmer (Türkei)
| Gelbes Symbol für Goldmedaillen mit stilisierten Olympischen Ringen | Graues Symbol für Silbermedaillen mit stilisierten Olympischen Ringen | Braundes Symbol für Bronzemedaillen mit stilisierten Olympischen Ringen |
| ------------------------------------------------------------------- | --------------------------------------------------------------------- | ----------------------------------------------------------------------- |
| 2                                                                   | —                                                                     | 1                                                                       |

Die Türkei nahm an den Olympischen Sommerspielen 1952 in der finnischen Hauptstadt Helsinki mit 51 vom Türkiye Milli Olimpiyat Komitesi (TMOK) nominierten männlichen Sportlern an 31 Wettkämpfen in 4 Sportarten teil.
Seit 1908 war es die siebte Teilnahme einer türkischen Mannschaft an Olympischen Sommerspielen.
Jüngster Athlet war der 19-jährige Basketballspieler Yalçin Granit, ältester Athlet der 29-jährige Fußballspieler Muzaffer Tokaç.

## Medaillengewinner
Mit zwei gewonnenen Gold- und einer Bronzemedaille belegte das türkische Team Rang 16 im Medaillenspiegel.

### Gold
| Name         | Sportart | Wettkampf      |
| ------------ | -------- | -------------- |
| Hasan Gemici | Ringen   | Fliegengewicht |
| Bayram Şit   | Ringen   | Federgewicht   |

### Bronze
| Name      | Sportart | Wettkampf         |
| --------- | -------- | ----------------- |
| Adil Atan | Ringen   | Halbschwergewicht |

## Teilnehmer nach Sportarten

### Basketball
- Yüksel Alkan, Altan Dinçer, Nejat Diyarbakırlı, Yalçin Granit, Sadi Gülçelik, Yılmaz Gündüz, Erdoğan Partener, Sacit Seldüz, Turhan Tezol, Ali Uras und Mehmet Ali Yalım
Qualifikationsrunde, Gruppe C: zwei Niederlagen, Rang 3, nicht für die Hauptrunde qualifiziert
45:64 (18:27)-Niederlage gegen  Ägypten
37:49 (16:24)-Niederlage gegen  Italien

### Fußball
- Erdoğan Akın (TW), Kamil Altan, Tekin Bilge, Rıdvan Bolatlı, Yalçin Çaka, Vasıf Çetinel, Basri Dirimlili, Mustafa Ertan, Ercüment Güder, Macit Gürdal, Necdet Şentürk und Muzaffer Tokaç
Achtelfinalspiel am 21. Juli in Lahti vor 3696 Zuschauern: 2:1 (1:0)-Sieg gegen die  Niederländischen Antillen
Torschützen: 1:0 Tekin Bilge (9. min), 2:0 Muzaffer Tokaç (Elfmeter, 76 min)
Viertelfinalspiel am 24. Juli in Kotka vor 4743 Zuschauern: 1:7 (0:2)-Niederlage gegen den späteren Olympiasieger  Ungarn
Torschütze: 1:4 Ercüment Güder (57. min)

### Leichtathletik
400 m
- Doğan Acarbay
Vorläufe: in Lauf 4 (Rang 5) mit 50,7 s (handgestoppt) bzw. 50,83 s (elektronisch) nicht für die Viertelfinalläufe qualifiziert
- Emin Doybak
Vorläufe: in Lauf 6 (Rang 6) mit 51,1 s (handgestoppt) bzw. 51,34 s (elektronisch) nicht für die Viertelfinalläufe qualifiziert

800 m
- Turhan Göker
Vorläufe: in Lauf 2 (Rang 5) mit 1:55,9 min nicht für die Halbfinalläufe qualifiziert
- Ekrem Koçak
Vorläufe: in Lauf 7 (Rang 4) in 1:54,5 min nicht für die Halbfinalläufe qualifiziert

1500 m
- Turhan Göker
Vorläufe: in Lauf 2 (Rang 8) mit 4:00,6 min (handgestoppt) bzw. 4:01,02 min (elektronisch) nicht für die Halbfinalläufe qualifiziert
- Ekrem Koçak
Vorläufe: in Lauf 6 (Rang 8) mit 4:01,4 min (handgestoppt) bzw. 4:01,77 min (elektronisch) nicht für die Halbfinalläufe qualifiziert
- Cahit Önel
Vorläufe: in Lauf 3 (Rang 8) mit 3:58,4 min (handgestoppt) bzw. 3:58,42 min (elektronisch) nicht für die Halbfinalläufe qualifiziert

5000 m
- Osman Coşgül
Vorläufe: in Lauf 2 (Rang 8) mit 14:36,2 min nicht für das Finale qualifiziert

10.000 m
- Osman Coşgül
Finale: 30:42,4 min (+ 1:25,4 min), Rang 15

Marathon
- Ahmet Aytar
Rennen nicht beendet

110 m Hürden
- Erdal Barkay
Vorläufe: in Lauf 1 (Rang 4) mit 15,2 s (handgestoppt) bzw. 15,34 s (elektronisch) nicht für die Halbfinalläufe qualifiziert

400 m Hürden
- Doğan Acarbay
Vorläufe: in Lauf 7 (Rang 5) mit 1:02,8 min (handgestoppt) nicht für die Viertelfinalläufe qualifiziert
- Emin Doybak
Vorläufe: in Lauf 3 (Rang 6) mit 56,6 s (handgestoppt) nicht für die Viertelfinalläufe qualifiziert
- Kemal Horulu
Vorläufe: in Lauf 6 (Rang 4) mit 52,2 s (handgestoppt) nicht für die Viertelfinalläufe qualifiziert

3000 m Hindernis
- Cahit Önel
Vorläufe: in Lauf 1 (Rang 4) mit 9:06,0 min (handgestoppt) bzw. 9:06,02 min (elektronisch) für das Finale qualifiziert
Finale: 9:04,4 min (handgestoppt) bzw. 9:04,73 min (elektronisch), Rang 10

Weitsprung
- Avni Akgün
Qualifikation, Gruppe A: ohne gültige Weite ausgeschieden
1. Sprung: ungültig
2. Sprung: ungültig
3. Sprung: ungültig

Dreisprung
- Akın Altıok
Qualifikation, Gruppe A: 13,62 m, Rang 17, nicht für das Finale qualifiziert
1. Sprung: 13,14 m
2. Sprung: 12,98 m
3. Sprung: 13,62 m

Kugelstoßen
- Nuri Turan
Qualifikation: 13,00, Rang 20, nicht für das Finale qualifiziert
1. Stoß: 13,00 m
2. Stoß: ungültig
3. Stoß: ungültig

Diskuswurf
- Nuri Turan
Qualifikation, Gruppe B: 41,45 m, Rang 15, nicht für das Finale qualifiziert
1. Wurf: 38,31 m
2. Wurf: 41,45 m
3. Wurf: 39,52 m

Speerwurf
- Halil Zıraman
Qualifikation, Gruppe B: 61,19 m, Rang 10, nicht für das Finale qualifiziert
1. Wurf: 59,68 m
2. Wurf: ungültig
3. Wurf: 61,19 m

### Ringen
Freistil
Fliegengewicht (bis 52 kg)
- Hasan Gemici
1. Runde: 3:0-Sieg gegen Oiva Timonen aus Finnland
2. Runde: Schultersieg gegen Leslie Cheetham aus Großbritannien
3. Runde: Schultersieg gegen Giordano De Giorgi aus Italien
4. Runde: Niederlage gegen Mahmoud Mollaghasemi aus dem Iran
5. Runde: 3:0-Sieg gegen Yūshū Kitano aus Japan
Finalrunde: ein Sieg und eine Niederlage, Rang 1 
1:2-Niederlage gegen Mahmoud Mollaghasemi aus dem Iran
3:0-Sieg gegen Yushu Kitano aus Japan

Bantamgewicht (bis 57 kg)
- Cemil Sarıbacak
1. Runde: Schultersieg gegen Lajos Bencze aus Ungarn
2. Runde: 2:1-Sieg gegen Tauno Jaskari aus Finnland
3. Runde: 0:3-Niederlage gegen Shōhachi Ishii aus Japan
4. Runde: 3:0-Sieg gegen Edvin Vesterby aus Schweden, Rang 5

Federgewicht (bis 62 kg)
- Bayram Şit
1. Runde: Schultersieg gegen Roger Bielle aus Frankreich
2. Runde: 3:0-Sieg gegen Ibrahim Dadashov aus der Sowjetunion
3. Runde: 3:0-Sieg gegen Henry Holmberg aus Schweden
4. Runde: Schultersieg gegen Rauno Mäkinen aus Finnland
5. Runde: Freilos
Finalrunde: zwei Siege, Rang 1 
3:0-Sieg gegen Nasser Givehchi aus dem Iran
Schultersieg gegen Joe Henson aus den Vereinigten Staaten von Amerika

Leichtgewicht (bis 67 kg)
- Tevfik Yüce
1. Runde: 3:0-Sieg gegen Ray Myland aus Großbritannien
2. Runde: 3:0-Sieg gegen Godfrey Pienaar aus Südafrika
3. Runde: 1:2-Niederlage gegen Jahanbakht Tofigh aus dem Iran; Rang 10

Weltergewicht (bis 73 kg)
- Mehmet Ali Islioğlu
1. Runde: 2:1-Sieg gegen Wassili Rybalko aus der Sowjetunion
2. Runde: 1:2-Niederlage gegen Aleksanteri Keisala aus Finnland
3. Runde: 3:0-Sieg gegen Jean-Baptiste Leclerc aus Frankreich; Rang 9

Mittelgewicht (bis 79 kg)
- Haydar Zafer
1. Runde: 3:0-Sieg gegen Adalberto Lepri aus Italien
2. Runde: Schultersieg gegen Eduardo Assam aus Mexiko
3. Runde: 3:0-Sieg gegen Carl Reitz aus Südafrika
4. Runde: 0:3-Niederlage gegen Gholamreza Takhti aus dem Iran; Rang 5

Halbschwergewicht (bis 87 kg)
- Adil Atan
1. Runde: 0:3-Niederlage gegen August Englas aus der Sowjetunion
2. Runde: Schultersieg gegen Max Leichter aus Deutschland
3. Runde: Schultersieg gegen Jan Theron aus Südafrika
4. Runde: Freilos
5. Runde: Schulterniederlage gegen Henry Wittenberg aus den Vereinigten Staaten von Amerika
Finalrunde: zwei Niederlagen, Rang 3 
Schulterniederlage gegen Henry Wittenberg aus den USA
1:2-Niederlage gegen Viking Palm aus Schweden

Schwergewicht (über 87 kg)
- İrfan Atan
1. Runde: Schultersieg gegen William Kerslake aus den Vereinigten Staaten von Amerika
2. Runde: 2:1-Sieg gegen Ahad Vafadar aus dem Iran
3. Runde: 1:2-Niederlage gegen Bertil Antonsson aus Schweden
4. Runde: 3:0-Sieg gegen Taisto Kangasniemi aus Finnland; Rang 4

Griechisch-römischer Stil
Fliegengewicht (bis 52 kg)
- Fahrettin Akbaş
1. Runde: 0:3-Niederlage gegen Béla Kenéz aus Ungarn
2. Runde: 0:3-Niederlage gegen Heinrich Weber aus Deutschland; Rang 12

Bantamgewicht (bis 57 kg)
- Kemal Demirsüren
1. Runde: Schultersieg gegen Leo Cortsen aus Dänemark
2. Runde: 0:3-Niederlage gegen Artjom Terjan aus der Sowjetunion
3. Runde: Schulterniederlage gegen Ion Popescu aus Rumänien; Rang 10

Federgewicht (bis 62 kg)
- Hasan Bozbey
1. Runde: gegen Erkki Talosela aus Finnland verloren (0:3)
2. Runde: Sieg gegen Antoine Merle aus Frankreich (3:0)
3. Runde: Freilos
4. Runde: 0:3-Niederlage gegen Jakow Punkin aus der Sowjetunion; Rang 6

Leichtgewicht (bis 67 kg)
- Raif Akbulut
1. Runde: 0:3-Niederlage gegen Shazam Safin aus der Sowjetunion; Rang 19

Weltergewicht (bis 73 kg)
- Ahmet Şenol
1. Runde: 3:0-Sieg gegen Antoni Gołaś aus Polen
2. Runde: 3:0-Sieg gegen Vladislav Sekal aus der Tschechoslowakei
3. Runde: 0:3-Niederlage gegen Semyon Marushkin aus der Sowjetunion; Rang 5

Mittelgewicht (bis 79 kg)
- Ali Özdemir
1. Runde: 2:1-Sieg gegen Adel Ibrahim Moustafa aus Ägypten
2. Runde: 3:0-Sieg gegen Lars Bilet aus Norwegen
3. Runde: 0:3-Niederlage gegen Gyula Németi aus Ungarn; Rang 5

Halbschwergewicht (bis 87 kg)
- İsmet Atlı
1. Runde: 1:2-Niederlage gegen Umberto Silvestri aus Italien
2. Runde: Schultersieg gegen Josef Schummer aus Luxemburg
3. Runde: 0:3-Niederlage gegen Gyula Kovács aus Ungarn; Rang 5